# Zůstaň hladový
Zůstaň hladový (v anglickém originálu Stay Hungry) je dramatická filmová komedie z roku 1976 režiséra Boba Rafelsona natočená na základě scénáře Charlese Gainese (adaptace jeho stejnojmenného románu z roku 1972). Příběh se soustřeďuje na mladého birminghamského spekulanta (hraje ho Jeff Bridges), který je zapojen do nepoctivého obchodu s nemovitostmi. V rámci tohoto obchodu potřebuje koupit budovu tělocvičny, aby scelil víceparcelové stavební místo. Při návštěvě tělocvičny zjistí, že je romanticky zaujat recepční (Sally Fieldová) a přitahován bezstarostným životním stylem rakouského kulturisty „Joea Santa“ (Arnold Schwarzenegger), který zde trénuje na soutěž Mr. Universe.
Schwarzenegger vyhrál Golden Globe za „Best Acting Debut in a Motion Picture“ za jeho roli Joea Santa v tomto filmu. Ve skutečnosti to nebyla první role, v roce 1970 hrál Herkula (jako „Silák Arnold“) ve filmu Hercules in New York.

## Obsazení
- Jeff Bridges – Craig Blake
- Sally Fieldová – Mary Tate Farnsworth
- Arnold Schwarzenegger – Joe Santo
- Kathleen Miller – Dorothy Stephens
- R.G. Armstrong – Thor Erickson
- Scatman Crothers – William
- Helena Kallianiotes – Anita
- Roger E. Mosley – Newton
- Woodrow Parfrey – Albert
- Robert Englund – Franklin
- Joanna Cassidy – Zoe
- Fannie Flagg – Amy